# Richer Pérez
Richer Pérez Cobas, né le 20 février 1986, est un athlète cubain, spécialiste du fond et du marathon.
Il remporte les trois marathons auxquels il participe : la première fois en 2011 à Panama où il enregistre 2 h 25 min 48 s ; trois ans après à Veracruz pour les Jeux d'Amérique centrale et des Caraïbes où il porte son record à 2 h 19 min 13 ; enfin lors des jeux panaméricains à Toronto où il bat le favori Raúl Pacheco en portant son record personnel à 2 h 17 min 4 s.